# José Antonio Santesteban
José Antonio Santesteban (né à Saint-Sébastien le 18 octobre 1835, mort dans la même ville le 21 septembre 1906) est un compositeur et musicien basque espagnol, fils de José Juan Santesteban connu principalement pour son opéra Pudente, premier opéra en langue basque, sur un livret de Serafin Baroja.

## Œuvres
- Pudente, opéra
- 24 Préludes pour piano, op. 84

## Sources
- (en) Cet article est partiellement ou en totalité issu de l’article de Wikipédia en anglais intitulé « José Antonio Santesteban » (voir la liste des auteurs).
- Notices d'autorité :   - VIAF
  - ISNI
  - BnF (données)
  - IdRef
  - LCCN
  - Espagne
  - Portugal
  - WorldCat